# Tamekan
Tamekan is een bestuurslaag in het regentschap Sumbawa Barat van de provincie West-Nusa Tenggara, Indonesië. Tamekan telt 899 inwoners (volkstelling 2010).